# Minister za zunanje in evropske zadeve Republike Slovenije
Minister za zunanje in evropske zadeve Republike Slovenije je politični vodja Ministrstva za zunanje in evropske zadeve Republike Slovenije, ki ga predlaga predsednik Vlade Republike Slovenije in imenuje Državni zbor Republike Slovenije ter je po Zakonu o Vladi Republike Slovenije član Vlade Republike Slovenije. Do 24. januarja 2023 se je položaj imenoval minister za zunanje zadeve Republike Slovenije.
Trenutno položaj zaseda Tanja Fajon.

## Položaj v Evropski uniji
Minister za zunanje in evropske zadeve je član Sveta Evropske unije za splošne in zunanje zadeve (GAERC), ki predstavlja eno od oblik Sveta Evropske unije.

## Seznam
Seznam oseb, ki so opravljale funkcijo ministra za zunanje zadeve.

### Predsednik Republiškega komiteja za mednarodno sodelovanje Republike Slovenije
1. vlada Republike Slovenije
- Dimitrij Rupel (16. maj 1990 – 14. maj 1992)[4]

### Minister za zunanje zadeve Republike Slovenije
2. vlada Republike Slovenije
- Dimitrij Rupel (14. maj 1992 – 25. januar 1993)[4]

3. vlada Republike Slovenije
- Alojz Peterle (25. januar 1993 – razrešen 31. oktobra 1994)[4]
- Zoran Thaler (26. januar 1995 – razrešen 16. maja 1996)[4]
- Davorin Kračun (19. julij 1996 – 27. februar 1997)[4]

4. vlada Republike Slovenije
- Zoran Thaler (27. februar 1997 – 25. september 1997)[4]
- Boris Frlec (25. september 1997 – 2. februar 2000)[4]
- Dimitrij Rupel (2. februar 2000 – 7. junij 2000)[4]

5. vlada Republike Slovenije
- Alojz Peterle (7. junij 2000 – 30. november 2000)[4]

6. vlada Republike Slovenije
- Dimitrij Rupel (30. november 2000 – 19. december 2002)[4]

7. vlada Republike Slovenije
- Dimitrij Rupel (19. december 2002 – 6. julij 2004)[4]
- Ivo Vajgl (6. julij 2004 – 3. december 2004)[4]

8. vlada Republike Slovenije
- Dimitrij Rupel (imenovan 3. decembra 2004[5] – razrešen 7. novembra 2008[6])

9. vlada Republike Slovenije
- Samuel Žbogar (imenovan 21. novembra 2008[7] – razrešen 20. septembra 2011[8])

10. vlada Republike Slovenije
- Karl Erjavec (imenovan 10. februarja 2012[9] – odstopil 22. februarja 2013[10])

11. vlada Republike Slovenije
- Karl Erjavec (imenovan 20. marca 2013[11] – razrešen 18. septembra 2014[12])

12. vlada Republike Slovenije
- Karl Erjavec (imenovan 18. septembra 2014[12] – 13. septembra 2018)

13. vlada Republike Slovenije
- Miro Cerar (13. september 2018[12] – 13. marec 2020)

14. vlada Republike Slovenije
- Anže Logar (13. marec 2020–1. junij 2022)

15. vlada Republike Slovenije
- Tanja Fajon (1. junij 2022–24. januar 2023)

### Minister za zunanje in evropske zadeve
- Tanja Fajon (24. januar 2023– )